# Hillary Makasa
Hillary Makasa (12 gennaio 1976 – Lusaka, 5 ottobre 2020) è stato un calciatore zambiano, di ruolo difensore.

## Carriera

### Club
Ha giocato nel massimo campionato zambiano e sudafricano.

### Nazionale
Con la maglia della Nazionale ha disputato quattro edizioni della Coppa d'Africa.